# Casal Boccone

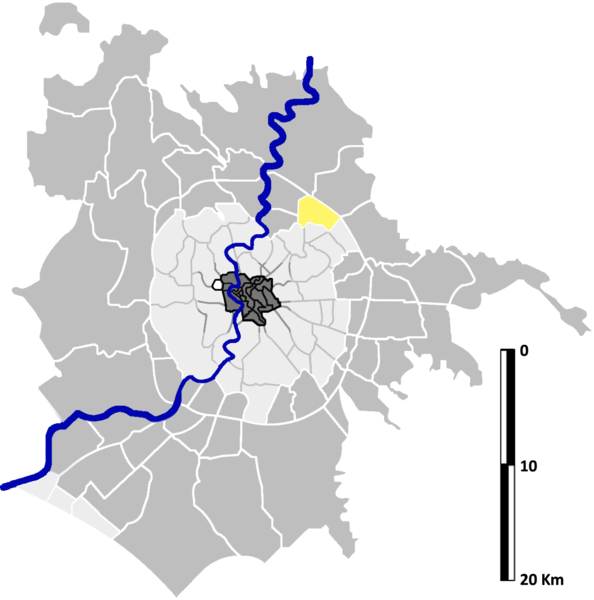
Lage von Casal Boccone in Rom

Casal Boccone bezeichnet die vierte Zone, abgekürzt als Z.IV, der italienischen Hauptstadt Rom. Im Gegensatz zu den Rioni, Quartieri und Suburbi sind es die ländlicheren Gebiete von Rom. Sie gehört zum Municipio III und zählte im Jahr 2006 16.899 Einwohner. Sie befindet sich im Norden der Stadt innerhalb der römischen Ringautobahn A90 und hat eine Fläche von 6,7132 km².

## Geschichte
Casal Boccone wurde am 13. September 1961 durch Beschluss des Commissario Straordinario gegründet. Damals wurde der Ager Romanus in 59 Zonen geteilt, denen eine römische Zahl zugeteilt wurde und ein Z vorgestellt wurde. Davon wurden sechs an die neugegründete Gemeinde Fiumicino komplett ausgegliedert und drei weitere teilweise.